# Puchar Kontynentalny w skokach narciarskich 2004/2005
Puchar Kontynentalny w skokach narciarskich 2004/2005 – rozpoczął się 4 grudnia 2004 w Rovaniemi, a zakończył 12 marca 2005 w Zakopanem. Zakończenie planowane było na dzień kolejny, lecz z powodu niekorzystnych warunków atmosferycznych zawody zostały odwołane. Zwycięzcą cyklu został Norweg Anders Bardal. Pozostałe miejsca na podium zajęli dwaj Austriacy Balthasar Schneider i Stefan Thurnbichler.

## Zwycięzcy

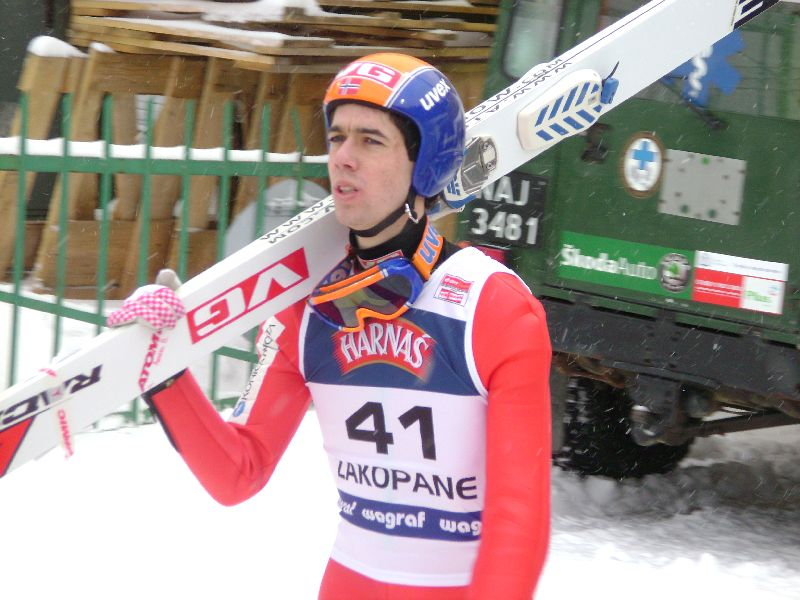
Anders Bardal zdobywca Pucharu Kontynentalnego

## Kalendarz i wyniki
Opracowano na podstawie
| Lp  | Data             | Miejscowość   | Skocznia                   | HS    | 1. miejsce          | 2. miejsce                  | 3. miejsce               |
| --- | ---------------- | ------------- | -------------------------- | ----- | ------------------- | --------------------------- | ------------------------ |
| 1.  | 4 grudnia 2004   | Rovaniemi     | Ounasvaara                 | HS100 | Balthasar Schneider | Jan Mazoch                  | Kazuya Yoshioka          |
| 2.  | 5 grudnia 2004   | Rovaniemi     | Ounasvaara                 | HS100 | Balthasar Schneider | Jan Mazoch                  | Andreas Wank             |
| 3.  | 8 grudnia 2004   | Lahti         | Salpausselkä               | HS130 | Roland Müller       | Risto Jussilainen           | Stefan Thurnbichler      |
| 4.  | 9 grudnia 2004   | Lahti         | Salpausselkä               | HS130 | Mathias Hafele      | Balthasar Schneider         | Risto Jussilainen        |
| 5.  | 17 grudnia 2004  | Harrachov     | Čerťák                     | HS142 | Martin Koch         | Roland Müller               | Jan Mazoch               |
| 6.  | 19 grudnia 2004  | Harrachov     | Čerťák                     | HS142 | Roland Müller       | Jan Mazoch                  | Martin Koch              |
| 7.  | 26 grudnia 2004  | Sankt Moritz  | Olympiaschanze             | HS100 | Dmitrij Wasiljew    | Emmanuel Chedal             | Kamil Stoch              |
| 8.  | 27 grudnia 2004  | Engelberg     | Gross-Titlis-Schanze       | HS137 | Jure Bogataj        | Mathias Hafele              | Emmanuel Chedal          |
| 9.  | 28 grudnia 2004  | Engelberg     | Gross-Titlis-Schanze       | HS137 | Paweł Urbański      | Erik Simon                  | Lucas Vonlanthen         |
| 10. | 1 stycznia 2005  | Seefeld       | Toni-Seelos-Olympiaschanze | HS100 | Dmitrij Ipatow      | Reinhard Schwarzenberger    | Manuel Fettner           |
| 11. | 8 stycznia 2005  | Planica       | Srednija Velikanka         | HS100 | Anders Bardal       | Jure Bogataj Takanobu Okabe | –                        |
| 12. | 9 stycznia 2005  | Planica       | Srednija Velikanka         | HS100 | Anders Bardal       | Takanobu Okabe              | Manuel Fettner           |
| 13. | 14 stycznia 2005 | Sapporo       | Miyanomori                 | HS98  | Tsuyoshi Ichinohe   | Jussi Hautamäki             | Yukio Sakano             |
| 14. | 15 stycznia 2005 | Sapporo       | Ōkurayama                  | HS134 | Tsuyoshi Ichinohe   | Balthasar Schneider         | Anders Bardal            |
| 15. | 16 stycznia 2005 | Sapporo       | Ōkurayama                  | HS134 | Kimmo Yliriesto     | Jussi Hautamäki             | Anders Bardal            |
| 16. | 22 stycznia 2005 | Bischofshofen | Paul-Ausserleitner-Schanze | HS140 | Janne Happonen      | Balthasar Schneider         | Antonín Hájek            |
| 17. | 23 stycznia 2005 | Bischofshofen | Paul-Ausserleitner-Schanze | HS140 | Balthasar Schneider | Florian Liegl               | Roland Müller            |
| 18. | 29 stycznia 2005 | Lauscha       | Marktiegelschanze          | HS102 | Robert Kranjec      | Kalle Keituri               | Choi Heung-chul          |
| 19. | 30 stycznia 2005 | Lauscha       | Marktiegelschanze          | HS102 | Thomas Lobben       | Christian Bruder            | Kalle Keituri            |
| 20. | 5 lutego 2005    | Braunlage     | Wurmbergschanze            | HS100 | Thomas Lobben       | Robert Kranjec              | Primož Pikl              |
| 21. | 6 lutego 2005    | Braunlage     | Wurmbergschanze            | HS100 | Thomas Lobben       | Choi Yong-jik               | Rok Urbanc               |
| 22. | 12 lutego 2005   | Brotterode    | Inselbergschanze           | HS117 | Choi Yong-jik       | Kalle Keituri               | Bastian Kaltenböck       |
| 23. | 13 lutego 2005   | Brotterode    | Inselbergschanze           | HS117 | Kalle Keituri       | Manuel Fettner              | Stefan Thurnbichler      |
| 24. | 19 lutego 2005   | Westby        | Snowflake                  | HS117 | Anders Bardal       | Manuel Fettner              | Balthasar Schneider      |
| 25. | 20 lutego 2005   | Westby        | Snowflake                  | HS117 | Anders Bardal       | Rok Urbanc                  | Kalle Keituri            |
| 26. | 26 lutego 2005   | Iron Mountain | Pine Mountain              | HS133 | Anders Bardal       | Stefan Thurnbichler         | Christian Nagiller       |
| 27. | 27 lutego 2005   | Iron Mountain | Pine Mountain              | HS133 | Anders Bardal       | Maximilian Mechler          | Rok Urbanc               |
| 28. | 5 marca 2005     | Vikersund     | Vikersundbakken            | HS100 | Janne Happonen      | Reinhard Schwarzenberger    | Anders Bardal            |
| 29. | 6 marca 2005     | Vikersund     | Vikersundbakken            | HS100 | Janne Happonen      | Anders Bardal               | Reinhard Schwarzenberger |
| 30. | 12 marca 2005    | Zakopane      | Wielka Krokiew             | HS134 | Jan Mazoch          | Veli-Matti Lindström        | Yūsuke Kaneko            |
|     | 13 marca 2005    | Zakopane      | Wielka Krokiew             | HS134 | odwołany            | odwołany                    | odwołany                 |

## Statystyki indywidualne
| Stefan Becker | –   | –   | –   | –   | –   | –  | –   | –   | 49  | –   | –   | –  | –  | –   | –  | –   | –  | –   | –  | –   | –  | 55  | 40 | –   | –  | –   | –     | –   | –   | –   |
| Manuel Fettner | –   | –   | –   | –   | 37  | 33 | 15  | 38  | 13  | 3   | 17  | 3  | –  | –   | –  | –   | –  | –   | –  | 10  | 8  | dsq | 2  | 2   | 4  | 4   | 14    | 15  | 5   | –   |
| Nicolas Fettner | –   | –   | –   | –   | –   | –  | –   | –   | –   | 15  | 55  | 51 | –  | –   | –  | 40  | –  | –   | –  | –   | –  | –   | –  | –   | –  | –   | –     | –   | –   | –   |
| Mathias Hafele | 37  | 8   | 18  | 1   | dsq | 5  | 10  | 2   | 22  | 28  | –   | –  | 32 | dsq | 45 | 6   | 12 | 5   | 18 | 21  | 23 | 7   | 34 | 11  | 7  | 24  | 19    | –   | –   | 43  |
| Stefan Kaiser | –   | –   | –   | –   | –   | –  | 9   | 11  | 29  | –   | 6   | 16 | –  | –   | –  | 37  | –  | –   | –  | 5   | 6  | 20  | 34 | –   | –  | –   | –     | 15  | 24  | 38  |
| Bastian Kaltenböck | 24  | 40  | 22  | 34  | –   | –  | 41  | –   | –   | 35  | 60  | 67 | –  | –   | –  | 15  | 26 | 11  | 7  | 15  | 10 | 3   | 16 | 8   | 6  | 7   | 5     | 9   | 22  | 30  |
| Florian Knaus | –   | –   | –   | –   | –   | –  | –   | –   | –   | 25  | –   | –  | –  | –   | –  | 49  | –  | –   | –  | –   | –  | –   | –  | –   | –  | –   | –     | –   | –   | –   |
| Martin Koch | 8   | 18  | 17  | 12  | 1   | 3  | 35  | 6   | 53  | –   | 10  | 26 | –  | –   | –  | –   | –  | –   | –  | –   | –  | –   | –  | –   | –  | –   | –     | –   | –   | –   |
| Daniel Lackner | –   | –   | –   | –   | –   | –  | –   | –   | –   | 10  | 28  | 4  | –  | –   | –  | 10  | 8  | –   | –  | –   | –  | –   | –  | –   | –  | –   | –     | –   | –   | –   |
| Christoph Lenz | 13  | 32  | 9   | 6   | 8   | 22 | –   | 25  | –   | –   | –   | –  | –  | –   | –  | 56  | –  | –   | –  | 24  | 27 | –   | –  | 13  | 9  | 5   | 7     | –   | –   | 45  |
| Florian Liegl | –   | –   | –   | –   | –   | –  | –   | –   | –   | –   | –   | –  | –  | –   | –  | 8   | 2  | –   | –  | –   | –  | –   | –  | –   | –  | –   | –     | –   | –   | –   |
| Roland Müller | 19  | 56  | 1   | 7   | 2   | 1  | 45  | 8   | 20  | –   | –   | –  | –  | –   | –  | 12  | 3  | 20  | 22 | –   | –  | –   | –  | 14  | 15 | 26  | 37    | –   | –   | –   |
| Christian Nagiller | 18  | 49  | 26  | 21  | 23  | 24 | 18  | 55  | 60  | 7   | –   | –  | 26 | 26  | 13 | 60  | –  | –   | –  | 12  | 21 | –   | –  | 30  | 14 | 3   | 34    | 33  | 21  | 56  |
| Michael Nagiller | –   | –   | –   | –   | –   | –  | –   | –   | –   | 27  | –   | –  | 21 | 16  | 30 | 39  | –  | 52  | 44 | –   | –  | 28  | 15 | –   | –  | –   | –     | 26  | 42  | –   |
| Arthur Pauli | –   | –   | –   | –   | –   | –  | –   | –   | –   | 21  | –   | –  | –  | –   | –  | 38  | –  | –   | –  | –   | –  | –   | –  | –   | –  | –   | –     | –   | –   | –   |
| Stefan Rammerstorfer | –   | –   | –   | –   | –   | –  | –   | –   | –   | 38  | –   | –  | 25 | 24  | 26 | 19  | –  | 41  | 38 | –   | –  | 68  | 55 | –   | –  | –   | –     | –   | –   | –   |
| Manuel Resch | –   | –   | –   | –   | –   | –  | –   | –   | –   | –   | –   | –  | –  | –   | –  | –   | –  | 54  | 58 | –   | –  | –   | –  | –   | –  | –   | –     | –   | –   | –   |
| Alexander Seiwald | –   | –   | –   | –   | 53  | 46 | –   | –   | –   | 42  | –   | –  | –  | –   | –  | 50  | –  | –   | –  | –   | –  | –   | –  | –   | –  | –   | –     | –   | –   | –   |
| Balthasar Schneider | 1   | 1   | 4   | 2   | –   | –  | –   | –   | –   | –   | –   | –  | 5  | 2   | 10 | 2   | 1  | –   | –  | –   | –  | –   | –  | 3   | 11 | 8   | 17    | 31  | 27  | 26  |
| Reinhard Schwarzenberger | –   | –   | –   | –   | –   | –  | –   | –   | –   | 2   | –   | –  | –  | –   | –  | 7   | 18 | –   | –  | –   | –  | –   | –  | –   | –  | –   | –     | 2   | 3   | 9   |
| Christoph Strickner | –   | –   | –   | –   | –   | –  | –   | –   | –   | 38  | –   | –  | –  | –   | –  | –   | –  | –   | –  | 32  | 28 | –   | –  | –   | –  | –   | –     | –   | –   | –   |
| Stefan Thurnbichler | 33  | 6   | 3   | 7   | 10  | 36 | 20  | 5   | 17  | 15  | –   | –  | 16 | 18  | 21 | 11  | 31 | 9   | 51 | 6   | 6  | 18  | 3  | 7   | 10 | 2   | 21    | 7   | 7   | 4   |
| Thomas Thurnbichler | –   | –   | –   | –   | –   | –  | –   | –   | –   | 35  | –   | –  | –  | –   | –  | –   | –  | –   | –  | –   | –  | –   | –  | –   | –  | –   | –     | –   | –   | –   |
| Lukas Tschuschnig | –   | –   | –   | –   | –   | –  | –   | –   | –   | –   | 52  | 53 | 37 | 45  | 43 | –   | –  | –   | –  | –   | –  | –   | –  | –   | –  | –   | –     | –   | –   | –   |
| Gerald Wambacher | –   | –   | –   | –   | –   | –  | –   | –   | –   | 18  | 48  | 37 | –  | –   | –  | 43  | –  | 23  | 36 | –   | –  | –   | –  | –   | –  | –   | –     | –   | –   | –   |
| Białoruś |     |     |     |     |     |    |     |     |     |     |     |    |    |     |    |     |    |     |    |     |    |     |    |     |    |     |       |     |     |     |
| Dzmitryj Afanasienka | 87  | 73  | 85  | 79  | –   | –  | –   | –   | –   | –   | –   | –  | –  | –   | –  | –   | –  | –   | –  | –   | –  | –   | –  | –   | –  | –   | –     | –   | –   | –   |
| Maksim Anisimau | –   | –   | 25  | 61  | –   | –  | 63  | –   | –   | –   | –   | –  | –  | –   | –  | –   | –  | –   | –  | –   | –  | –   | –  | –   | –  | –   | –     | –   | –   | –   |
| Piotr Czaadajew | 28  | 25  | –   | –   | 22  | 8  | –   | –   | –   | –   | –   | –  | –  | –   | –  | –   | –  | –   | –  | –   | –  | –   | –  | –   | –  | –   | –     | –   | –   | –   |
| Ilja Skakun | 95  | 73  | 74  | 78  | –   | –  | –   | –   | –   | –   | –   | –  | –  | –   | –  | –   | –  | –   | –  | –   | –  | –   | –  | –   | –  | –   | –     | –   | –   | –   |
| Iwan Sobolew | 70  | dsq | 66  | 64  | –   | –  | –   | –   | –   | –   | –   | –  | –  | –   | –  | –   | –  | –   | –  | –   | –  | –   | –  | –   | –  | –   | –     | –   | –   | –   |
| Bułgaria |     |     |     |     |     |    |     |     |     |     |     |    |    |     |    |     |    |     |    |     |    |     |    |     |    |     |       |     |     |     |
| Petyr Fyrtunow | –   | –   | –   | –   | –   | –  | –   | –   | –   | –   | 73  | 76 | –  | –   | –  | 72  | 65 | dsq | 30 | 40  | 43 | 47  | 71 | –   | –  | –   | –     | –   | –   | 62  |
| Georgi Żarkow | –   | –   | –   | –   | –   | –  | –   | –   | –   | –   | –   | –  | –  | –   | –  | –   | –  | –   | –  | –   | –  | –   | –  | 36  | 29 | dsq | 33    | –   | –   | –   |
| Chiny |     |     |     |     |     |    |     |     |     |     |     |    |    |     |    |     |    |     |    |     |    |     |    |     |    |     |       |     |     |     |
| Li Chengbo | –   | –   | –   | –   | –   | –  | 79  | –   | –   | 83  | –   | –  | –  | –   | –  | dsq | 64 | 61  | 62 | 50  | 50 | 69  | 65 | –   | –  | –   | –     | –   | –   | –   |
| Li Yang | –   | –   | –   | –   | –   | –  | 36  | –   | –   | 57  | –   | –  | –  | –   | –  | 69  | 58 | 36  | 46 | 46  | 46 | 41  | 33 | –   | –  | –   | –     | –   | –   | –   |
| Tian Zhandong | –   | –   | –   | –   | –   | –  | 51  | –   | –   | –   | –   | –  | –  | –   | –  | 54  | 34 | 30  | 37 | 14  | 29 | 31  | 63 | –   | –  | –   | –     | –   | –   | –   |
| Wang Jianxun | –   | –   | –   | –   | –   | –  | 58  | –   | –   | dsq | –   | –  | –  | –   | –  | 70  | 62 | 56  | 55 | 49  | 48 | 54  | 74 | –   | –  | –   | –     | –   | –   | –   |
| Czechy |     |     |     |     |     |    |     |     |     |     |     |    |    |     |    |     |    |     |    |     |    |     |    |     |    |     |       |     |     |     |
| Martin Cikl | –   | –   | –   | –   | 58  | 59 | –   | –   | –   | –   | 25  | 25 | –  | –   | –  | 44  | 47 | –   | –  | 20  | 18 | 23  | 61 | –   | –  | –   | –     | 23  | 31  | –   |
| Michal Doležal | 40  | 26  | –   | –   | 32  | 49 | –   | –   | –   | –   | –   | –  | –  | –   | –  | –   | –  | –   | –  | –   | –  | –   | –  | –   | –  | –   | –     | –   | –   | –   |
| Pavel Fízek | –   | –   | –   | –   | 45  | 54 | –   | –   | –   | –   | –   | –  | –  | –   | –  | –   | –  | –   | –  | –   | –  | –   | –  | –   | –  | –   | –     | –   | –   | –   |
| Antonín Hájek | 23  | 29  | –   | –   | 13  | 11 | 20  | 19  | 11  | 4   | –   | –  | 6  | 14  | 4  | 3   | 37 | –   | –  | –   | –  | –   | –  | –   | –  | –   | –     | 4   | 4   | 6   |
| Lukáš Hlava | 22  | 46  | –   | –   | 18  | 42 | 27  | 47  | 70  | 41  | 21  | 16 | –  | –   | –  | 29  | 34 | 44  | 23 | 19  | 12 | 6   | 23 | –   | –  | –   | –     | 33  | 34  | 24  |
| Roman Koudelka | –   | –   | –   | –   | 57  | 58 | –   | –   | –   | –   | –   | –  | –  | –   | –  | –   | –  | –   | –  | –   | –  | 25  | 31 | –   | –  | –   | –     | –   | –   | –   |
| Lukáš Kuban | –   | –   | –   | –   | 43  | 56 | –   | –   | –   | –   | 71  | 68 | –  | –   | –  | –   | –  | –   | –  | 44  | 37 | –   | –  | –   | –  | –   | –     | –   | –   | –   |
| Tomáš Kyncl | –   | –   | –   | –   | 63  | 45 | 59  | 42  | 20  | 49  | 59  | 50 | –  | –   | –  | –   | –  | 24  | 32 | –   | –  | –   | –  | 34  | 31 | 30  | 25    | –   | –   | –   |
| Marek Kypet | –   | –   | –   | –   | 56  | 55 | –   | –   | –   | –   | –   | –  | –  | –   | –  | –   | –  | –   | –  | –   | –  | –   | –  | –   | –  | –   | –     | –   | –   | 58  |
| Jan Mazoch | 2   | 2   | 42  | –   | 3   | 2  | –   | –   | –   | –   | –   | –  | 8  | 22  | 42 | 18  | 16 | 17  | 28 | –   | –  | –   | –  | –   | –  | –   | –     | 15  | 6   | 1   |
| Jiří Mazoch | –   | –   | –   | –   | –   | –  | –   | –   | –   | –   | –   | –  | –  | –   | –  | –   | –  | –   | –  | dsq | 38 | –   | –  | –   | –  | –   | –     | –   | –   | –   |
| Vlastibor Sedlák | –   | –   | –   | –   | –   | –  | –   | –   | –   | –   | –   | –  | –  | –   | –  | –   | –  | 25  | 45 | –   | –  | –   | –  | 33  | 24 | dsq | 30    | –   | –   | –   |
| Vladimir Struhar | –   | –   | –   | –   | dsq | 65 | –   | –   | –   | –   | –   | –  | –  | –   | –  | –   | –  | –   | –  | –   | –  | –   | –  | –   | –  | –   | –     | –   | –   | –   |
| Jan Vacula | –   | –   | –   | –   | –   | –  | –   | –   | –   | –   | –   | –  | –  | –   | –  | –   | –  | –   | –  | –   | –  | –   | –  | 31  | 16 | dsq | 22    | –   | –   | –   |
| František Vaculík | –   | –   | –   | –   | 38  | 50 | 67  | 65  | 25  | 73  | –   | –  | –  | –   | –  | –   | –  | –   | –  | –   | –  | 43  | 37 | 32  | 23 | 17  | 23    | –   | –   | –   |
| Estonia |     |     |     |     |     |    |     |     |     |     |     |    |    |     |    |     |    |     |    |     |    |     |    |     |    |     |       |     |     |     |
| Kristjan Eljand | 85  | dsq | 89  | 71  | –   | –  | 74  | dsq | 55  | 74  | –   | –  | –  | –   | –  | –   | –  | –   | –  | –   | –  | –   | –  | –   | –  | –   | –     | –   | –   | –   |
| Egert Malts | dsq | dsq | 69  | 73  | –   | –  | 75  | dsq | 71  | 77  | –   | –  | –  | –   | –  | –   | –  | –   | –  | –   | –  | –   | –  | –   | –  | –   | –     | –   | –   | –   |
| Illimar Pärn | 93  | 75  | 88  | 76  | –   | –  | 81  | 74  | 67  | 82  | –   | –  | –  | –   | –  | –   | –  | –   | –  | –   | –  | –   | –  | –   | –  | –   | –     | –   | –   | –   |
| Finlandia |     |     |     |     |     |    |     |     |     |     |     |    |    |     |    |     |    |     |    |     |    |     |    |     |    |     |       |     |     |     |
| Lauri Hakola | 51  | 10  | 12  | 16  | 15  | 33 | –   | 27  | 9   | 35  | 13  | 6  | 11 | 12  | 7  | 28  | 28 | –   | –  | –   | –  | –   | –  | –   | –  | –   | –     | –   | –   | –   |
| Janne Happonen | –   | –   | –   | –   | –   | –  | –   | –   | –   | –   | 7   | 9  | –  | –   | –  | 1   | 10 | –   | –  | –   | –  | –   | –  | –   | –  | –   | –     | 1   | 1   | –   |
| Jussi Hautamäki | –   | –   | –   | –   | –   | –  | –   | –   | –   | –   | 10  | 20 | 2  | 4   | 2  | 4   | 4  | –   | –  | –   | –  | –   | –  | –   | –  | –   | –     | –   | –   | –   |
| Jarkko Heikkonen | 26  | –   | 49  | –   | –   | –  | –   | –   | –   | –   | –   | –  | –  | –   | –  | –   | –  | –   | –  | –   | –  | –   | –  | –   | –  | –   | –     | –   | –   | –   |
| Herman Huczkowski | 10  | 16  | 10  | 25  | 11  | 31 | –   | 20  | 39  | 63  | –   | –  | –  | –   | –  | –   | –  | 14  | 9  | –   | –  | 15  | 17 | 19  | 19 | 6   | 16    | –   | –   | 10  |
| Joonas Ikonen | 4   | 13  | 13  | 22  | 6   | 15 | –   | 35  | 54  | 42  | –   | –  | –  | –   | –  | –   | –  | 5   | 16 | –   | –  | 5   | 7  | –   | –  | –   | –     | 8   | 11  | 8   |
| Tommi Ikonen | 75  | –   | –   | –   | –   | –  | –   | –   | –   | –   | –   | –  | –  | –   | –  | –   | –  | –   | –  | –   | –  | –   | –  | –   | –  | –   | –     | –   | –   | –   |
| Risto Jussilainen | 16  | 12  | 2   | 3   | 19  | 4  | –   | –   | –   | –   | –   | –  | –  | –   | –  | –   | –  | –   | –  | –   | –  | –   | –  | –   | –  | –   | –     | –   | –   | –   |
| Kalle Keituri | 30  | 50  | 19  | 30  | 28  | 17 | –   | –   | –   | –   | –   | –  | –  | –   | –  | 24  | 20 | 2   | 3  | –   | –  | 2   | 1  | 4   | 3  | 9   | 8     | –   | –   | –   |
| Anssi Koivuranta | –   | –   | 40  | 10  | –   | –  | –   | –   | –   | –   | –   | –  | –  | –   | –  | –   | –  | –   | –  | –   | –  | –   | –  | –   | –  | –   | –     | –   | –   | –   |
| Jere Kykkänen | 67  | –   | 45  | –   | –   | –  | –   | –   | –   | –   | –   | –  | –  | –   | –  | –   | –  | –   | –  | –   | –  | –   | –  | –   | –  | –   | –     | dsq | 46  | –   |
| Veli-Matti Lindström | –   | –   | –   | –   | –   | –  | –   | –   | –   | –   | –   | –  | –  | –   | –  | –   | –  | –   | –  | –   | –  | –   | –  | –   | –  | –   | –     | 36  | 17  | 2   |
| Juha Miettinen | 57  | –   | 37  | –   | –   | –  | –   | –   | –   | –   | –   | –  | –  | –   | –  | –   | –  | –   | –  | –   | –  | –   | –  | –   | –  | –   | –     | –   | –   | –   |
| Harri Olli | 38  | 23  | 73  | –   | –   | –  | –   | –   | –   | –   | –   | –  | –  | –   | –  | –   | –  | –   | –  | –   | –  | –   | –  | –   | –  | –   | –     | –   | –   | –   |
| Teemu Pääkkönen | –   | –   | 80  | –   | –   | –  | –   | –   | –   | –   | –   | –  | –  | –   | –  | –   | –  | –   | –  | –   | –  | –   | –  | –   | –  | –   | –     | –   | –   | –   |
| Olli Pekkala | –   | –   | 38  | –   | –   | –  | –   | –   | –   | –   | –   | –  | –  | –   | –  | –   | –  | –   | –  | –   | –  | –   | –  | –   | –  | –   | –     | 38  | 31  | –   |
| Antti Pesonen | 59  | –   | 82  | –   | –   | –  | –   | –   | –   | –   | –   | –  | –  | –   | –  | –   | –  | –   | –  | –   | –  | –   | –  | –   | –  | –   | –     | –   | –   | –   |
| Juha-Matti Ruuskanen | 87  | –   | –   | –   | –   | –  | –   | –   | –   | –   | 45  | 48 | –  | –   | –  | –   | –  | –   | –  | –   | –  | –   | –  | –   | –  | –   | –     | –   | –   | 5   |
| Janne Ryynänen | 83  | –   | –   | –   | –   | –  | –   | –   | –   | –   | –   | –  | –  | –   | –  | –   | –  | –   | –  | –   | –  | –   | –  | –   | –  | –   | –     | –   | –   | –   |
| Joona Saastamoinen | 70  | –   | 68  | –   | –   | –  | –   | –   | –   | –   | –   | –  | -  | –   | –  | –   | –  | –   | –  | –   | –  | –   | –  | –   | –  | –   | –     | –   | –   | –   |
| Janne Ylijärvi | 66  | –   | 59  | –   | –   | –  | –   | –   | –   | –   | –   | –  | –  | –   | –  | –   | –  | –   | –  | –   | –  | –   | –  | –   | –  | –   | –     | –   | –   | –   |
| Kimmo Yliriesto | 27  | 55  | 29  | 24  | 9   | 14 | –   | 14  | 24  | 54  | 65  | 22 | 10 | 6   | 1  | 14  | 5  | –   | –  | –   | –  | –   | –  | –   | –  | –   | –     | 49  | 40  | 19  |
| Tommi Voutilainen | dsq | –   | 54  | –   | –   | –  | –   | –   | –   | –   | –   | –  | –  | –   | –  | –   | –  | –   | –  | –   | –  | –   | –  | –   | –  | –   | –     | –   | –   | –   |
| Francja |     |     |     |     |     |    |     |     |     |     |     |    |    |     |    |     |    |     |    |     |    |     |    |     |    |     |       |     |     |     |
| Mathias Bourdel | –   | –   | –   | –   | –   | –  | –   | –   | –   | –   | –   | –  | –  | –   | –  | –   | –  | –   | –  | –   | –  | 62  | 58 | –   | –  | –   | –     | –   | –   | –   |
| Benjamin Bourqui | 60  | 65  | dsq | 63  | –   | –  | 66  | 54  | 50  | –   | –   | –  | –  | –   | –  | –   | –  | –   | –  | –   | –  | 63  | 57 | –   | –  | –   | –     | –   | –   | –   |
| Emmanuel Chedal | –   | –   | –   | –   | –   | –  | 2   | 3   | 37  | –   | –   | –  | –  | –   | –  | –   | –  | –   | –  | –   | –  | –   | –  | –   | –  | –   | –     | –   | –   | –   |
| Vincent Descombes Sevoie | –   | –   | –   | –   | –   | –  | 32  | 50  | dsq | 46  | 36  | 66 | –  | –   | –  | 66  | 43 | 32  | 48 | –   | –  | 27  | 26 | 12  | 35 | 28  | 24    | 39  | 37  | –   |
| Nicolas Dessum | –   | –   | –   | –   | –   | –  | –   | –   | –   | –   | –   | –  | –  | –   | –  | –   | –  | –   | –  | –   | –  | –   | –  | –   | –  | –   | –     | 19  | 7   | 14  |
| David Lazzaroni | 6   | 4   | 21  | 20  | –   | –  | –   | –   | –   | –   | –   | –  | –  | –   | –  | –   | –  | 34  | 11 | –   | –  | –   | –  | –   | –  | –   | –     | –   | –   | –   |
| Damien Maitre | 60  | 45  | 61  | 66  | –   | –  | 60  | 64  | 44  | –   | 40  | 57 | –  | –   | –  | 57  | 45 | 27  | 41 | –   | –  | 38  | 21 | 20  | 18 | 21  | 28    | 36  | 46  | 45  |
| Rémi Santiago | 64  | 42  | 24  | 43  | –   | –  | –   | –   | –   | –   | 62  | 58 | –  | –   | –  | –   | –  | –   | –  | –   | –  | –   | –  | –   | –  | –   | –     | –   | –   | –   |
| Holandia |     |     |     |     |     |    |     |     |     |     |     |    |    |     |    |     |    |     |    |     |    |     |    |     |    |     |       |     |     |     |
| Boy van Baarle | 78  | 68  | 57  | 72  | 55  | 61 | 60  | 69  | 60  | 81  | 66  | 71 | –  | –   | –  | 71  | 60 | –   | –  | –   | –  | –   | –  | 40  | 41 | 32  | 36    | 51  | 55  | 61  |
| Japonia |     |     |     |     |     |    |     |     |     |     |     |    |    |     |    |     |    |     |    |     |    |     |    |     |    |     |       |     |     |     |
| Tomoaki Endō | –   | –   | –   | –   | –   | –  | –   | –   | –   | –   | –   | –  | –  | 40  | 41 | –   | –  | –   | –  | –   | –  | –   | –  | –   | –  | –   | –     | –   | –   | –   |
| Yūsuke Endō | –   | –   | –   | –   | –   | –  | –   | –   | –   | –   | –   | –  | –  | 35  | 18 | –   | –  | –   | –  | –   | –  | –   | –  | –   | –  | –   | –     | –   | –   | –   |
| Tsuyoshi Ichinohe | 10  | 16  | 7   | 5   | 14  | 10 | 12  | 16  | 35  | 18  | 29  | 14 | 1  | 1   | 5  | –   | –  | –   | –  | –   | –  | –   | –  | –   | –  | –   | –     | 24  | 13  | 7   |
| Masahiko Harada | –   | –   | –   | –   | –   | –  | 17  | 46  | 47  | 22  | 13  | 19 | 21 | 30  | 23 | –   | –  | –   | –  | –   | –  | –   | –  | –   | –  | –   | –     | –   | –   | –   |
| Yūsuke Kaneko | 14  | 14  | 23  | 19  | 39  | 23 | 25  | 15  | 12  | 6   | 12  | 44 | 9  | 10  | 9  | –   | –  | –   | –  | –   | –  | –   | –  | –   | –  | –   | –     | 11  | 10  | 3   |
| Ryōhei Nishimori | 24  | 28  | 39  | 40  | 47  | 35 | –   | –   | –   | –   | –   | –  | –  | dsq | 31 | –   | –  | –   | –  | –   | –  | –   | –  | –   | –  | –   | –     | –   | –   | –   |
| Takanobu Okabe | 4   | 9   | 11  | 13  | 12  | 18 | 4   | 11  | 25  | 9   | 2   | 2  | –  | –   | –  | –   | –  | –   | –  | –   | –  | –   | –  | –   | –  | –   | –     | –   | –   | –   |
| Sōta Okamura | –   | –   | –   | –   | –   | –  | –   | –   | –   | –   | –   | –  | –  | 13  | 32 | –   | –  | –   | –  | –   | –  | –   | –  | –   | –  | –   | –     | –   | –   | –   |
| Yukio Sakano | 42  | 24  | 27  | 14  | 20  | 9  | 6   | 9   | 52  | 45  | 35  | 40 | 3  | 5   | 11 | –   | –  | –   | –  | –   | –  | –   | –  | –   | –  | –   | –     | –   | –   | –   |
| Kazuyoshi Sakurai | 74  | 70  | 72  | 70  | 39  | 37 | –   | –   | –   | –   | –   | –  | –  | 42  | 25 | –   | –  | –   | –  | –   | –  | –   | –  | –   | –  | –   | –     | –   | –   | –   |
| Yasuhiro Shibata | –   | –   | –   | –   | –   | –  | –   | –   | –   | –   | –   | –  | –  | 28  | 29 | –   | –  | –   | –  | –   | –  | –   | –  | –   | –  | –   | –     | –   | –   | –   |
| Kentarō Shigematsu | –   | –   | –   | –   | –   | –  | –   | –   | –   | –   | –   | –  | –  | 31  | 33 | –   | –  | –   | –  | -   | –  | –   | –  | –   | –  | –   | –     | –   | –   | –   |
| Taku Takeuchi | –   | –   | –   | –   | –   | –  | –   | –   | –   | –   | –   | –  | –  | 29  | 35 | –   | –  | –   | –  | –   | –  | –   | –  | –   | –  | –   | –     | –   | –   | –   |
| Shingo Ueno | –   | –   | –   | –   | –   | –  | –   | –   | –   | –   | –   | –  | –  | 39  | 37 | –   | –  | –   | –  | –   | –  | –   | –  | –   | –  | –   | –     | –   | –   | –   |
| Yūta Watase | –   | –   | –   | –   | –   | –  | 12  | dsq | 46  | 31  | 43  | 33 | 31 | 40  | 48 | –   | –  | –   | –  | –   | –  | –   | –  | –   | –  | –   | –     | –   | –   | –   |
| Hiroki Yamada | –   | –   | –   | –   | –   | –  | –   | –   | –   | –   | –   | –  | 14 | 11  | 6  | –   | –  | –   | –  | –   | –  | –   | –  | –   | –  | –   | –     | 32  | 37  | 23  |
| Kazuya Yoshioka | 3   | 5   | 5   | 4   | 4   | 12 | –   | –   | –   | –   | –   | –  | 4  | 7   | 19 | –   | –  | –   | –  | –   | –  | –   | –  | –   | –  | –   | –     | –   | –   | –   |
| Fumihisa Yumoto | –   | –   | –   | –   | –   | –  | –   | –   | –   | –   | –   | –  | –  | 17  | 12 | –   | –  | –   | –  | –   | –  | –   | –  | –   | –  | –   | –     | 18  | 9   | 36  |
| Kanada |     |     |     |     |     |    |     |     |     |     |     |    |    |     |    |     |    |     |    |     |    |     |    |     |    |     |       |     |     |     |
| Dominik Bafia | –   | –   | –   | –   | –   | –  | –   | –   | –   | –   | –   | –  | 28 | 43  | 46 | –   | –  | 45  | 33 | 39  | 41 | 44  | 48 | –   | –  | –   | –     | –   | –   | –   |
| Gregory Baxter | 35  | 51  | 52  | 62  | –   | –  | –   | –   | –   | –   | –   | –  | 24 | 34  | 39 | –   | –  | 15  | 17 | 26  | 32 | 36  | 56 | –   | –  | –   | –     | –   | –   | –   |
| Graeme Gorham | 78  | 66  | 60  | 68  | –   | –  | –   | –   | –   | –   | –   | –  | –  | –   | –  | –   | –  | 46  | 53 | 43  | 45 | 55  | 44 | –   | –  | –   | –     | –   | –   | –   |
| Michael Nell | 70  | 60  | 57  | 59  | –   | –  | –   | –   | –   | –   | –   | –  | 33 | 46  | 50 | –   | –  | –   | –  | –   | –  | –   | –  | 37  | 42 | 31  | 29    | –   | –   | –   |
| Stefan Read | 63  | 40  | 27  | 48  | –   | –  | –   | –   | –   | –   | –   | –  | –  | –   | –  | –   | –  | 22  | 40 | 28  | 30 | 57  | 62 | –   | –  | –   | –     | –   | –   | –   |
| Kazachstan |     |     |     |     |     |    |     |     |     |     |     |    |    |     |    |     |    |     |    |     |    |     |    |     |    |     |       |     |     |     |
| Iwan Karaułow | 64  | 67  | –   | –   | –   | –  | 72  | 43  | 30  | 69  | –   | –  | –  | –   | –  | –   | –  | –   | –  | –   | –  | –   | –  | –   | –  | –   | –     | –   | –   | –   |
| Nikołaj Karpienko | –   | –   | –   | –   | –   | –  | 57  | 70  | 56  | 76  | –   | –  | –  | –   | –  | 65  | 61 | –   | –  | 41  | 39 | –   | –  | –   | –  | –   | –     | –   | –   | –   |
| Andriej Kołmakow | –   | –   | 83  | 80  | –   | –  | –   | –   | –   | –   | –   | –  | –  | –   | –  | –   | –  | –   | –  | –   | –  | –   | –  | –   | –  | –   | –     | 56  | 60  | –   |
| Aleksiej Korolow | 97  | dsq | dsq | 75  | –   | –  | –   | –   | –   | –   | –   | –  | –  | –   | –  | –   | –  | –   | –  | –   | –  | –   | –  | –   | –  | –   | –     | 55  | 59  | –   |
| Roman Kurjawskij | –   | –   | –   | –   | –   | –  | –   | –   | –   | –   | –   | –  | –  | –   | –  | –   | –  | –   | –  | –   | –  | –   | –  | –   | –  | –   | -     | dsq | dsq | –   |
| Aleksiej Lepihin | –   | 82  | 92  | 80  | –   | –  | –   | –   | –   | –   | –   | –  | –  | –   | –  | –   | –  | –   | –  | –   | –  | –   | –  | –   | –  | –   | –     | –   | –   | –   |
| Czyngiz Nabijew | –   | –   | –   | –   | –   | –  | –   | –   | –   | –   | –   | –  | –  | –   | –  | –   | –  | –   | –  | –   | –  | –   | –  | –   | –  | –   | -     | dsq | dsq | –   |
| Aleksiej Pczelincew | 98  | –   | –   | –   | –   | –  | –   | –   | –   | –   | –   | –  | –  | –   | –  | –   | –  | –   | –  | –   | –  | –   | –  | –   | –  | –   | –     | –   | –   | –   |
| Asan Tachtachunow | –   | –   | –   | –   | –   | –  | 23  | –   | –   | –   | –   | –  | –  | –   | –  | 64  | 29 | –   | –  | 37  | 35 | –   | –  | –   | –  | –   | –     | –   | –   | –   |
| Radik Żaparow | 46  | 37  | –   | –   | –   | –  | 68  | –   | –   | –   | –   | –  | –  | –   | –  | –   | –  | –   | –  | –   | –  | –   | –  | –   | –  | –   | –     | –   | –   | –   |
| Korea Południowa |     |     |     |     |     |    |     |     |     |     |     |    |    |     |    |     |    |     |    |     |    |     |    |     |    |     |       |     |     |     |
| Choi Heung-chul | 33  | 52  | 33  | 46  | –   | –  | 76  | 66  | 36  | 66  | 17  | 36 | –  | –   | –  | –   | –  | 3   | 20 | –   | –  | 29  | 29 | –   | –  | –   | –     | –   | –   | –   |
| Choi Yong-jik | -   | –   | –   | –   | –   | –  | –   | –   | –   | –   | –   | –  | 13 | 27  | 16 | –   | –  | 11  | 23 | 4   | 2  | 1   | 5  | –   | –  | –   | –     | –   | –   | –   |
| Ha Sung-jo | 99  | 83  | –   | –   | –   | –  | –   | –   | –   | –   | –   | –  | –  | –   | –  | –   | –  | –   | –  | –   | –  | –   | –  | –   | –  | –   | –     | –   | –   | –   |
| Hyun Hyung-ku | 96  | 78  | 87  | 82  | –   | –  | 77  | 76  | 74  | 84  | 72  | 73 | –  | –   | –  | –   | –  | –   | –  | –   | –  | –   | –  | –   | –  | –   | –     | –   | –   | –   |
| Kang Chil-ku | –   | –   | 79  | 52  | –   | –  | 36  | 52  | 27  | 49  | 62  | 62 | –  | –   | –  | 67  | 48 | 28  | 34 | 30  | 34 | 16  | 19 | –   | –  | –   | –     | –   | –   | –   |
| Kim Hyun-ki | 52  | 42  | 42  | 27  | –   | –  | 42  | 17  | 6   | 30  | 40  | 7  | –  | –   | –  | –   | –  | 19  | 14 | –   | –  | 8   | 25 | –   | –  | –   | –     | –   | –   | –   |
| Niemcy |     |     |     |     |     |    |     |     |     |     |     |    |    |     |    |     |    |     |    |     |    |     |    |     |    |     |       |     |     |     |
| Oliver Alberer | –   | –   | –   | –   | –   | –  | –   | –   | –   | –   | –   | –  | 34 | 48  | 47 | –   | –  | –   | –  | –   | –  | –   | –  | –   | –  | –   | –     | –   | –   | –   |
| Ferdinand Bader | 9   | 19  | 16  | 26  | 32  | 29 | –   | –   | –   | –   | 68  | 60 | –  | –   | –  | –   | –  | –   | –  | –   | –  | 19  | 20 | –   | –  | 25  | 10    | 11  | 34  | 15  |
| Kai Bracht | –   | –   | –   | –   | 27  | 7  | –   | –   | –   | –   | –   | –  | –  | –   | –  | –   | –  | –   | –  | –   | –  | –   | –  | –   | –  | –   | –     | –   | –   | –   |
| Christian Bruder | –   | –   | –   | –   | 7   | 6  | –   | –   | –   | –   | –   | –  | 18 | 9   | 8  | 17  | 21 | 39  | 2  | –   | –  | 9   | 8  | –   | –  | 16  | 4     | –   | –   | –   |
| Florian Enders | –   | –   | –   | –   | –   | –  | –   | –   | –   | –   | –   | –  | –  | –   | –  | -   | –  | –   | –  | –   | –  | –   | 41 | –   | –  | –   | –     | –   | –   | –   |
| Nico Faller | –   | –   | –   | –   | –   | –  | –   | –   | –   | –   | –   | –  | –  | –   | –  | –   | –  | –   | –  | –   | –  | –   | 14 | –   | –  | –   | –     | –   | –   | –   |
| Severin Freund | –   | –   | –   | –   | –   | –  | 49  | 51  | 33  | 72  | –   | –  | 20 | 36  | 36 | –   | –  | –   | –  | –   | –  | –   | 22 | –   | –  | –   | –     | –   | –   | –   |
| Veit Glaser | –   | –   | –   | –   | –   | –  | –   | –   | –   | –   | –   | –  | –  | –   | –  | –   | –  | –   | –  | –   | –  | –   | 51 | –   | –  | –   | –     | –   | –   | –   |
| Bernd Heinzmann | –   | –   | –   | –   | –   | –  | –   | –   | –   | –   | –   | –  | –  | –   | –  | –   | –  | –   | –  | –   | –  | 53  | –  | –   | –  | –   | –     | –   | –   | –   |
| Meinrad Hofmeier | –   | –   | –   | –   | –   | –  | –   | 59  | 57  | –   | –   | –  | –  | –   | –  | –   | –  | –   | –  | 34  | 48 | –   | –  | –   | –  | –   | –     | –   | –   | –   |
| Daniel Klausmann | –   | –   | –   | –   | –   | –  | –   | 57  | 31  | –   | –   | –  | –  | –   | –  | –   | –  | –   | –  | 34  | 24 | –   | 12 | –   | –  | –   | –     | –   | –   | –   |
| Thomas Krause | –   | –   | –   | –   | –   | –  | –   | –   | –   | 59  | –   | –  | –  | –   | –  | –   | –  | –   | –  | –   | –  | 58  | –  | –   | –  | –   | –     | –   | –   | –   |
| Marc Krauspenhaar | 32  | 39  | 34  | 28  | –   | –  | –   | –   | –   | –   | 38  | 53 | –  | –   | –  | –   | –  | –   | –  | –   | –  | 14  | 43 | –   | –  | –   | –     | –   | –   | –   |
| Mario Kürschner | –   | –   | –   | –   | –   | –  | 32  | 31  | 8   | 28  | –   | –  | –  | –   | –  | 25  | 36 | 8   | 5  | 16  | 16 | 13  | 11 | –   | –  | –   | –     | 19  | 13  | 13  |
| Frank Ludwig | –   | –   | –   | –   | –   | –  | –   | –   | –   | 59  | –   | –  | –  | –   | –  | –   | –  | –   | –  | –   | –  | –   | –  | –   | –  | –   | –     | –   | –   | –   |
| Maximilian Mechler | –   | –   | –   | –   | –   | –  | –   | –   | –   | –   | –   | –  | –  | –   | –  | –   | –  | -   | –  | –   | –  | –   | –  | –   | –  | 12  | 2     | –   | –   | –   |
| Julian Musiol | 43  | 11  | 46  | 49  | –   | –  | –   | –   | –   | –   | 55  | 45 | –  | –   | –  | 34  | 30 | 10  | 42 | 31  | 17 | 11  | 18 | –   | –  | –   | –     | 24  | 30  | 44  |
| Erik Pässler | –   | –   | –   | –   | –   | –  | –   | –   | –   | –   | –   | –  | –  | –   | –  | –   | –  | –   | –  | –   | –  | 62  | –  | –   | –  | –   | –     | –   | –   | –   |
| Hans Petrat | –   | –   | –   | –   | –   | –  | 28  | –   | –   | –   | –   | –  | –  | –   | –  | –   | –  | –   | 8  | 22  | 21 | 39  | 67 | –   | –  | –   | –     | –   | –   | –   |
| Stefan Pieper | 29  | 34  | 6   | 31  | 31  | 53 | 16  | –   | –   | –   | 26  | 39 | –  | –   | –  | 33  | 46 | 31  | –  | –   | –  | 4   | 4  | –   | –  | 14  | 11    | 40  | 11  | 35  |
| Manuel Schill | –   | –   | –   | –   | –   | –  | –   | –   | –   | –   | –   | –  | –  | –   | –  | –   | –  | -   | –  | –   | –  | 48  | –  | –   | –  | –   | –     | –   | –   | –   |
| Erik Simon | –   | –   | –   | –   | –   | –  | 53  | 36  | 2   | 46  | –   | –  | 29 | 20  | 24 | –   | –  | –   | –  | –   | –  | 45  | 13 | –   | –  | –   | –     | –   | –   | –   |
| Roland Störl | –   | –   | –   | –   | –   | –  | –   | –   | –   | –   | –   | –  | –  | –   | –  | –   | –  | –   | –  | –   | –  | 50  | –  | –   | –  | –   | –     | –   | –   | –   |
| Andreas Wank | 38  | 3   | 44  | 11  | 17  | 19 | –   | –   | –   | –   | 32  | 51 | –  | –   | –  | 47  | 44 | 16  | 19 | –   | –  | 22  | 47 | –   | –  | –   | –     | –   | –   | –   |
| Christoph Zornig | –   | –   | –   | –   | –   | –  | –   | –   | –   | –   | –   | –  | –  | –   | –  | –   | –  | –   | –  | –   | –  | -   | 38 | –   | –  | –   | –     | –   | –   | –   |
| Norwegia |     |     |     |     |     |    |     |     |     |     |     |    |    |     |    |     |    |     |    |     |    |     |    |     |    |     |       |     |     |     |
| Jon Aaraas | 46  | 6   | 20  | 16  | 21  | 44 | 11  | 25  | 34  | 34  | 5   | 15 | 15 | 8   | 38 | 20  | 13 | 7   | 15 | 11  | 9  | –   | –  | 6   | 8  | 13  | 6     | 14  | 13  | –   |
| Jan Ottar Andersen | –   | –   | –   | –   | –   | –  | –   | –   | –   | –   | –   | –  | –  | –   | –  | –   | –  | –   | –  | –   | –  | –   | –  | –   | –  | –   | -     | 43  | 45  | –   |
| Anders Bardal | 7   | 15  | 30  | 14  | 5   | 13 | –   | 4   | 58  | dsq | 1   | 1  | 7  | 3   | 3  | –   | –  | –   | –  | –   | –  | –   | –  | 1   | 1  | 1   | 1     | 3   | 2   | –   |
| Børge Gellein Blikeng | –   | –   | –   | –   | –   | –  | –   | –   | –   | –   | –   | –  | –  | –   | –  | –   | –  | –   | –  | –   | –  | 59  | 27 | –   | –  | –   | –     | –   | –   | –   |
| Olav Magne Dønnem | 67  | dsq | 77  | 38  | 35  | 27 | –   | –   | –   | –   | –   | –  | 21 | 15  | 15 | 26  | 14 | 46  | 25 | –   | –  | –   | –  | –   | –  | –   | –     | 10  | 20  | –   |
| Tommy Egeberg | -   | –   | –   | –   | –   | –  | –   | –   | –   | –   | –   | –  | –  | –   | –  | –   | –  | –   | –  | –   | –  | –   | –  | –   | –  | –   | – \|- | 47  | 36  | –   |
| Kim René Elverum Sorsell | –   | –   | –   | –   | –   | –  | –   | –   | –   | –   | –   | –  | –  | –   | –  | –   | –  | –   | –  | –   | –  | 12  | 45 | –   | –  | –   | –     | –   | –   | –   |
| Trond-Arild Evensen | –   | –   | –   | –   | –   | –  | –   | –   | –   | –   | –   | –  | –  | –   | –  | –   | –  | –   | –  | –   | –  | –   | –  | –   | –  | –   | -     | 28  | 31  | –   |
| Morten Gjesvold | 43  | 54  | 70  | 35  | –   | –  | –   | –   | –   | –   | –   | –  | –  | –   | –  | –   | –  | –   | –  | –   | –  | –   | –  | –   | –  | –   | –     | –   | –   | –   |
| Håkon Helgesen | –   | –   | –   | –   | –   | –  | –   | –   | –   | –   | –   | –  | –  | –   | –  | –   | –  | –   | –  | –   | –  | –   | –  | –   | –  | –   | -     | 48  | 42  | –   |
| Terje Hilde | –   | –   | –   | –   | –   | –  | –   | –   | –   | –   | –   | –  | –  | –   | –  | –   | –  | –   | –  | –   | –  | –   | –  | –   | –  | –   | -     | 46  | 58  | –   |
| Tom Hilde | –   | –   | –   | –   | –   | –  | –   | –   | –   | –   | –   | –  | –  | –   | –  | –   | –  | –   | –  | –   | –  | 30  | 28 | –   | –  | –   | –     | –   | –   | –   |
| Stig Hommefoss | –   | –   | –   | –   | –   | –  | –   | –   | –   | –   | –   | –  | –  | –   | –  | –   | –  | –   | –  | –   | –  | –   | –  | –   | –  | –   | -     | dsq | 56  | –   |
| Anders Jacobsen | 41  | 35  | 36  | 36  | –   | –  | –   | –   | –   | –   | –   | –  | –  | –   | –  | –   | –  | –   | –  | –   | –  | –   | –  | –   | –  | –   | –     | –   | –   | –   |
| Thomas Lobben | –   | –   | –   | –   | –   | –  | 26  | 18  | 4   | 55  | 33  | 27 | –  | –   | –  | 16  | 32 | 57  | 1  | 1   | 1  | –   | –  | 9   | 5  | 10  | 9     | 5   | 18  | –   |
| Terje Morka | –   | –   | –   | –   | –   | –  | –   | –   | –   | –   | –   | –  | –  | –   | –  | –   | –  | –   | –  | –   | –  | –   | –  | –   | –  | –   | -     | dsq | 50  | –   |
| Hans-Christian Pettersen | -   | –   | –   | –   | –   | –  | –   | –   | –   | –   | –   | –  | –  | –   | –  | –   | –  | –   | –  | dsq | 19 | –   | –  | –   | –  | –   | –     | –   | –   | –   |
| Ole Christian Ramstad | –   | –   | –   | –   | –   | –  | –   | –   | –   | –   | –   | –  | –  | –   | –  | –   | –  | –   | –  | –   | –  | –   | –  | –   | –  | –   | -     | dsq | 39  | –   |
| Stig Sorensen Rud | -   | –   | –   | –   | –   | –  | –   | –   | –   | –   | –   | –  | –  | –   | –  | –   | –  | –   | –  | –   | –  | 66  | 68 | –   | –  | –   | –     | –   | –   | –   |
| Kaare Haakon Ryen | -   | –   | –   | –   | –   | –  | –   | –   | –   | –   | –   | –  | –  | –   | –  | –   | –  | –   | –  | –   | –  | –   | –  | –   | –  | –   | – \|- | 54  | 53  | –   |
| Atle Pedersen Rønsen | –   | –   | –   | –   | –   | –  | –   | –   | –   | –   | –   | –  | –  | –   | –  | –   | –  | –   | –  | –   | –  | 32  | 66 | –   | –  | –   | –     | –   | –   | –   |
| Morten Solem | –   | –   | –   | –   | –   | –  | –   | –   | –   | –   | –   | –  | –  | –   | –  | 13  | 7  | 4   | 4  | –   | –  | –   | –  | –   | –  | –   | –     | –   | –   | –   |
| Erik Lyche Solheim | -   | –   | –   | –   | –   | –  | –   | –   | –   | –   | –   | –  | –  | –   | –  | –   | –  | 18  | 31 | 7   | 25 | –   | –  | –   | –  | –   | –     | 42  | 46  | –   |
| Andreas Stjernen | -   | –   | –   | –   | –   | –  | –   | –   | –   | –   | –   | –  | –  | –   | –  | –   | –  | –   | –  | –   | –  | 49  | 49 | –   | –  | –   | –     | –   | –   | –   |
| Ole-Kristian Strøm | -   | –   | –   | –   | –   | –  | –   | –   | –   | –   | –   | –  | –  | –   | –  | –   | –  | –   | –  | –   | –  | –   | –  | –   | –  | –   | – \|- | dsq | 49  | –   |
| Kim-Arild Tandberg | –   | –   | –   | –   | –   | –  | –   | –   | –   | –   | –   | –  | –  | –   | –  | –   | –  | –   | –  | –   | –  | –   | –  | –   | –  | –   | -     | 45  | 42  | –   |
| Eirik Ulimoen | 20  | 61  | 78  | 50  | 25  | 25 | 12  | 33  | 72  | 15  | 38  | 31 | –  | –   | –  | –   | –  | –   | –  | –   | –  | –   | –  | –   | –  | –   | –     | –   | –   | –   |
| Andreas Vilberg | –   | –   | –   | –   | –   | –  | –   | –   | –   | –   | –   | –  | –  | –   | –  | –   | –  | –   | –  | –   | –  | –   | –  | –   | –  | –   | –     | 32  | 25  | –   |
| Polska |     |     |     |     |     |    |     |     |     |     |     |    |    |     |    |     |    |     |    |     |    |     |    |     |    |     |       |     |     |     |
| Marcin Bachleda | 17  | 42  | 31  | 29  | –   | –  | 48  | 57  | 64  | 38  | –   | –  | –  | –   | –  | –   | –  | –   | –  | –   | –  | –   | –  | –   | –  | –   | –     | –   | –   | 12  |
| Krystian Długopolski | 35  | 32  | 7   | 9   | –   | –  | –   | –   | –   | –   | –   | –  | –  | –   | –  | –   | –  | –   | –  | –   | –  | 46  | 32 | –   | –  | –   | –     | –   | –   | 18  |
| Stefan Hula | –   | –   | –   | –   | 44  | 20 | 58  | 29  | –   | 55  | –   | –  | –  | –   | –  | 45  | 49 | –   | –  | –   | –  | -   | –  | –   | –  | –   | –     | –   | –   | 22  |
| Marek Michniak | –   | –   | –   | –   | –   | –  | –   | –   | –   | –   | –   | –  | –  | –   | –  | –   | –  | –   | –  | –   | –  | –   | –  | –   | –  | –   | -     | –   | –   | 52  |
| Tomasz Pochwała | –   | –   | –   | –   | –   | –  | –   | –   | –   | –   | –   | –  | –  | –   | –  | 53  | 33 | –   | –  | –   | –  | –   | –  | –   | –  | –   | –     | 43  | 41  | 48  |
| Mateusz Rutkowski | –   | –   | –   | –   | –   | –  | –   | –   | –   | –   | –   | –  | –  | –   | –  | –   | –  | –   | –  | –   | –  | –   | –  | –   | –  | –   | -     | –   | –   | 16  |
| Wojciech Skupień | –   | –   | –   | –   | –   | –  | –   | –   | –   | –   | –   | –  | –  | –   | –  | –   | –  | –   | –  | –   | –  | 24  | 42 | –   | –  | –   | –     | 21  | 19  | 21  |
| Grzegorz Sobczyk | –   | –   | –   | –   | –   | –  | –   | –   | –   | –   | –   | –  | –  | –   | –  | –   | –  | –   | –  | –   | –  | –   | –  | –   | –  | –   | -     | –   | –   | 49  |
| Kamil Stoch | 15  | 35  | 50  | 67  | 24  | 32 | 3   | 13  | 44  | 62  | 21  | 13 | 12 | 19  | 17 | 22  | 23 | –   | –  | –   | –  | –   | –  | –   | –  | –   | –     | –   | –   | –   |
| Rafał Śliż | –   | –   | –   | –   | –   | –  | –   | –   | –   | –   | 13  | 12 | –  | –   | –  | –   | –  | –   | –  | 16  | 15 | 61  | 30 | –   | –  | –   | –     | 27  | 13  | 32  |
| Tomisław Tajner | 82  | 81  | 14  | 33  | 29  | 21 | –   | –   | –   | –   | –   | –  | –  | –   | –  | –   | –  | 48  | 29 | 25  | 26 | –   | –  | –   | –  | –   | –     | 21  | 29  | 31  |
| Wojciech Tajner | 53  | 56  | 51  | 65  | 49  | 28 | –   | –   | –   | –   | –   | –  | –  | –   | –  | –   | –  | –   | –  | –   | –  | –   | –  | –   | –  | –   | –     | –   | –   | 25  |
| Wojciech Topór | –   | –   | –   | –   | –   | –  | –   | –   | –   | –   | dsq | 59 | 36 | 25  | 27 | –   | –  | 28  | 43 | 29  | 43 | –   | –  | –   | –  | –   | –     | –   | –   | 47  |
| Paweł Urbański | –   | –   | –   | –   | 42  | 50 | 55  | 37  | 1   | 26  | 36  | 48 | 27 | 21  | 14 | 46  | 55 | 49  | 52 | –   | –  | –   | –  | –   | –  | –   | –     | –   | –   | 51  |
| Piotr Żyła | –   | –   | –   | –   | –   | –  | 53  | 63  | 38  | 49  | 64  | 64 | 19 | 33  | 28 | –   | –  | 43  | 46 | 12  | 31 | 52  | 39 | –   | –  | –   | –     | –   | –   | 28  |
| Rosja |     |     |     |     |     |    |     |     |     |     |     |    |    |     |    |     |    |     |    |     |    |     |    |     |    |     |       |     |     |     |
| Aleksiej Bujwołow | 91  | –   | –   | –   | –   | –  | –   | –   | –   | –   | –   | –  | –  | –   | –  | –   | –  | –   | –  | –   | –  | –   | –  | –   | –  | –   | –     | –   | –   | –   |
| Ildar Fatkullin | –   | –   | –   | –   | –   | –  | 5   | –   | –   | –   | –   | –  | –  | –   | –  | –   | –  | –   | –  | –   | –  | –   | –  | –   | –  | –   | –     | –   | –   | –   |
| Robiert Fatkullin | –   | dsq | dsq | 44  | –   | –  | –   | –   | –   | –   | –   | 74 | 39 | 32  | 20 | –   | 51 | –   | –  | –   | –  | 51  | 53 | –   | –  | –   | –     | –   | –   | 65  |
| Dmitrij Ipatow | –   | –   | –   | –   | –   | –  | 32  | –   | –   | 1   | –   | –  | –  | –   | –  | –   | –  | –   | –  | –   | –  | –   | –  | –   | –  | –   | –     | –   | –   | –   |
| Pawieł Karielin | 76  | 56  | dsq | 58  | –   | –  | –   | –   | –   | –   | 70  | –  | 30 | 23  | 22 | 51  | –  | –   | –  | –   | –  | 42  | 24 | –   | –  | –   | –     | –   | –   | 42  |
| Dienis Korniłow | –   | –   | –   | –   | –   | –  | 19  | –   | 59  | 46  | –   | –  | –  | –   | –  | 48  | 9  | –   | –  | –   | –  | –   | –  | –   | –  | –   | –     | –   | –   | –   |
| Jewgienij Plechow | 70  | 64  | –   | –   | –   | –  | –   | 71  | 65  | –   | 68  | 68 | –  | –   | –  | –   | –  | –   | –  | –   | –  | –   | –  | –   | –  | –   | –     | 53  | 51  | –   |
| Siergiej Rodionow | 92  | –   | 90  | 74  | –   | –  | –   | –   | –   | –   | –   | –  | –  | –   | –  | –   | –  | –   | –  | –   | –  | –   | –  | –   | –  | –   | –     | –   | –   | –   |
| Ilja Roslakow | –   | –   | –   | –   | –   | –  | –   | 44  | 4   | 75  | 50  | 46 | –  | –   | –  | 35  | 52 | 50  | 26 | 27  | 20 | 67  | 59 | –   | –  | –   | –     | dsq | dsq | –   |
| Aleksiej Siłajew | –   | –   | –   | –   | –   | –  | –   | 40  | 42  | 67  | dsq | 70 | –  | –   | –  | 58  | 53 | 32  | 48 | 33  | 32 | 60  | 75 | –   | –  | –   | –     | 50  | 51  | –   |
| Dmitrij Wasiljew | –   | –   | –   | –   | –   | –  | 1   | –   | –   | –   | –   | –  | –  | –   | –  | –   | –  | –   | –  | –   | –  | –   | –  | –   | –  | –   | –     | –   | –   | –   |
| Aleksiej Wostriecow | –   | 69  | 75  | 53  | –   | –  | –   | –   | –   | –   | –   | –  | 40 | 37  | 34 | –   | –  | –   | –  | –   | –  | –   | –  | –   | –  | –   | –     | –   | –   | 33  |
| Rumunia |     |     |     |     |     |    |     |     |     |     |     |    |    |     |    |     |    |     |    |     |    |     |    |     |    |     |       |     |     |     |
| Andrei Balazs | 90  | 75  | 84  | –   | 64  | 63 | –   | –   | –   | 78  | 67  | 72 | –  | –   | –  | 68  | 59 | 58  | 54 | 37  | 39 | 70  | 64 | –   | –  | –   | –     | –   | –   | 64  |
| Mihai Damian | –   | –   | –   | –   | dsq | –  | –   | –   | –   | 85  | 74  | 75 | –  | –   | –  | –   | –  | 60  | 63 | 51  | 54 | 73  | 69 | –   | –  | –   | –     | –   | –   | 71  |
| Ciprian Ioniță | –   | –   | –   | –   | –   | –  | –   | –   | –   | –   | –   | –  | –  | –   | –  | –   | –  | 55  | 59 | 47  | 52 | 64  | 60 | –   | –  | –   | –     | –   | –   | 54  |
| Andrei-Iancu Tambaloiu | –   | –   | –   | –   | –   | -  | –   | –   | –   | –   | –   | –  | –  | –   | –  | –   | –  | 59  | 61 | 52  | 52 | 72  | 73 | –   | –  | –   | –     | –   | –   | 70  |
| Słowacja |     |     |     |     |     |    |     |     |     |     |     |    |    |     |    |     |    |     |    |     |    |     |    |     |    |     |       |     |     |     |
| Eduard Caban | –   | –   | –   | –   | –   | –  | –   | –   | –   | –   | –   | –  | –  | –   | –  | –   | –  | –   | –  | –   | –  | –   | –  | –   | –  | –   | -     | –   | –   | dsq |
| Peter Koštial | –   | –   | –   | –   | –   | –  | –   | –   | –   | –   | –   | –  | –  | –   | –  | dsq | 57 | –   | –  | –   | –  | –   | –  | –   | –  | –   | –     | –   | –   | 68  |
| Martin Mesík | –   | –   | –   | –   | –   | –  | –   | –   | –   | –   | –   | –  | –  | –   | –  | –   | –  | –   | –  | –   | –  | –   | –  | –   | –  | –   | -     | –   | –   | 40  |
| Matúš Michalak | –   | –   | –   | –   | 65  | 66 | –   | –   | –   | –   | –   | –  | –  | –   | –  | –   | –  | –   | –  | –   | –  | –   | –  | –   | –  | –   | –     | –   | –   | –   |
| Michal Pšenko | –   | –   | –   | –   | 26  | 37 | –   | –   | –   | –   | –   | –  | –  | –   | –  | –   | –  | –   | –  | –   | –  | –   | –  | –   | –  | –   | –     | –   | –   | –   |
| Vladimír Roško | –   | –   | –   | –   | 62  | 67 | –   | –   | –   | –   | –   | –  | –  | –   | –  | –   | –  | –   | –  | –   | –  | –   | –  | –   | –  | –   | –     | –   | –   | –   |
| Tomáš Zmoray | –   | –   | –   | –   | –   | –  | –   | –   | –   | –   | –   | –  | –  | –   | –  | –   | –  | –   | –  | –   | –  | –   | –  | –   | –  | –   | -     | –   | –   | 69  |
| Słowenia |     |     |     |     |     |    |     |     |     |     |     |    |    |     |    |     |    |     |    |     |    |     |    |     |    |     |       |     |     |     |
| Luka Bardorfer | –   | –   | –   | –   | –   | –  | –   | –   | –   | –   | –   | –  | –  | –   | –  | –   | –  | –   | –  | 47  | 47 | –   | –  | –   | –  | –   | –     | –   | –   | 33  |
| Jure Bogataj | 55  | 21  | 62  | 32  | –   | –  | 43  | 1   | 7   | 14  | 2   | 5  | –  | –   | –  | –   | –  | –   | –  | –   | –  | –   | –  | –   | –  | –   | –     | –   | –   | –   |
| Anže Damjan | –   | –   | –   | –   | –   | –  | 40  | 28  | 51  | 32  | 20  | 43 | –  | –   | –  | 9   | 27 | –   | –  | –   | –  | 34  | 36 | –   | –  | –   | –     | –   | –   | –   |
| Nejc Frank | –   | –   | –   | –   | –   | –  | 7   | 10  | 49  | 12  | 21  | 10 | –  | –   | –  | –   | –  | 35  | 13 | –   | –  | 17  | 9  | –   | –  | –   | –     | –   | –   | –   |
| Damjan Fras | 31  | 30  | 64  | dsq | –   | –  | –   | –   | –   | –   | 40  | 56 | –  | –   | –  | –   | –  | –   | –  | 8   | 12 | –   | –  | 10  | 20 | 29  | 27    | –   | –   | –   |
| Branko Iskra | –   | –   | –   | –   | –   | –  | –   | –   | –   | –   | –   | 37 | –  | –   | –  | –   | –  | –   | –  | –   | –  | –   | –  | –   | –  | –   | –     | 28  | 26  | 38  |
| Zvonko Kordež | –   | –   | –   | –   | –   | –  | –   | –   | –   | –   | –   | –  | –  | –   | –  | –   | –  | –   | –  | –   | –  | –   | –  | –   | –  | –   | -     | –   | –   | 60  |
| Jernej Košnjek | –   | –   | –   | –   | –   | –  | –   | –   | –   | –   | dsq | 55 | –  | –   | –  | –   | –  | –   | –  | –   | –  | –   | –  | –   | –  | –   | –     | –   | –   | –   |
| Robert Kranjec | –   | –   | –   | –   | –   | –  | –   | –   | –   | –   | 7   | 29 | –  | –   | –  | 5   | 6  | 1   | 12 | 2   | 4  | –   | –  | –   | –  | –   | –     | –   | –   | –   |
| Igor Medved | –   | –   | –   | –   | 54  | 50 | –   | –   | –   | –   | 52  | 32 | –  | –   | –  | –   | –  | –   | –  | –   | –  | –   | –  | –   | –  | –   | –     | –   | –   | –   |
| Mitja Mežnar | 86  | 48  | 48  | 39  | 16  | 47 | –   | –   | –   | –   | 43  | 33 | –  | –   | –  | 32  | 19 | –   | –  | –   | –  | –   | –  | –   | –  | –   | –     | –   | –   | –   |
| Bine Norčič | –   | –   | –   | –   | 51  | 40 | –   | –   | –   | –   | 50  | 42 | –  | –   | –  | –   | –  | 53  | 21 | 18  | 14 | 39  | 72 | –   | –  | –   | –     | –   | –   | –   |
| Jaka Oblak | –   | –   | –   | –   | –   | –  | –   | –   | –   | –   | 49  | –  | –  | –   | –  | –   | –  | –   | –  | 21  | 50 | 45  | 36 | –   | –  | –   | –     | –   | –   | 37  |
| Uroš Peterka | –   | –   | –   | –   | –   | –  | –   | –   | –   | –   | 61  | –  | –  | –   | –  | –   | –  | –   | –  | –   | –  | –   | –  | –   | –  | –   | –     | –   | –   | –   |
| Primož Pikl | –   | –   | –   | –   | –   | –  | 8   | 7   | 10  | 57  | 58  | 11 | –  | –   | –  | 41  | 15 | 38  | 10 | 3   | 5  | 21  | 54 | 17  | 12 | 20  | 18    | –   | –   | 17  |
| Jure Radelj | –   | –   | –   | –   | 34  | 30 | –   | –   | –   | –   | 31  | 33 | –  | –   | –  | –   | –  | 13  | 27 | 9   | 11 | 33  | 52 | 18  | 17 | 15  | 15    | –   | –   | 41  |
| Gorazd Robnik | –   | –   | –   | –   | 41  | 41 | –   | –   | –   | –   | 9   | 16 | –  | –   | –  | 31  | 40 | –   | –  | –   | –  | –   | –  | –   | –  | –   | –     | 30  | 27  | –   |
| Primož Roglič | –   | –   | –   | –   | –   | –  | –   | –   | –   | –   | –   | –  | –  | –   | –  | –   | –  | –   | –  | –   | –  | –   | –  | –   | –  | –   | –     | 11  | dsq | –   |
| Jure Šinkovec | 48  | 31  | 32  | 47  | 49  | 48 | –   | –   | –   | –   | –   | –  | –  | –   | –  | –   | –  | –   | –  | –   | –  | –   | –  | –   | –  | –   | –     | –   | –   | 11  |
| Matevž Šparovec | –   | –   | –   | –   | –   | –  | 36  | 45  | 15  | 12  | 27  | 28 | –  | –   | –  | 30  | 25 | –   | –  | –   | –  | 35  | 46 | –   | –  | –   | –     | –   | –   | –   |
| Jurij Tepeš | –   | –   | –   | –   | –   | –  | 22  | 21  | 17  | 8   | 16  | 23 | –  | –   | –  | 27  | 11 | –   | –  | –   | –  | 37  | 10 | –   | –  | –   | –     | –   | –   | –   |
| Rok Urbanc | 32  | 37  | 86  | 45  | –   | –  | 55  | 34  | 15  | 32  | 4   | 8  | –  | –   | –  | 51  | 17 | 37  | 5  | 22  | 3  | 10  | 6  | 5   | 2  | 11  | 3     | –   | –   | –   |
| Primož Urh-Zupan | –   | –   | –   | –   | –   | –  | 36  | 61  | 32  | –   | 33  | 61 | –  | –   | –  | –   | –  | –   | –  | –   | –  | –   | –  | –   | –  | –   | –     | –   | –   | –   |
| Bine Zupan | 21  | 20  | 41  | 18  | –   | –  | –   | –   | –   | 10  | –   | –  | –  | –   | –  | –   | –  | –   | –  | –   | –  | –   | –  | 21  | 13 | 23  | 13    | –   | –   | 57  |
| Primož Zupan | –   | –   | –   | –   | –   | –  | –   | –   | –   | –   | –   | –  | –  | –   | –  | –   | –  | –   | –  | –   | –  | –   | –  | –   | –  | –   | –     | 6   | 23  | –   |
| Stany Zjednoczone |     |     |     |     |     |    |     |     |     |     |     |    |    |     |    |     |    |     |    |     |    |     |    |     |    |     |       |     |     |     |
| Evan Bliss | –   | –   | –   | –   | –   | –  | –   | –   | –   | –   | –   | –  | –  | –   | –  | –   | –  | –   | –  | –   | –  | –   | –  | 35  | 38 | –   | –     | –   | –   | –   |
| Jim Denney | –   | –   | –   | –   | –   | –  | –   | –   | –   | –   | –   | –  | 35 | 44  | 51 | –   | –  | –   | –  | –   | –  | –   | –  | 29  | 25 | –   | –     | –   | –   | –   |
| David Edlund | –   | –   | –   | –   | –   | –  | –   | –   | –   | –   | –   | –  | –  | –   | –  | –   | –  | –   | –  | –   | –  | –   | –  | 41  | 32 | –   | –     | –   | –   | –   |
| Chris Francis | 89  | dsq | 91  | –   | –   | –  | –   | –   | –   | –   | –   | –  | –  | –   | –  | –   | –  | –   | –  | –   | –  | –   | –  | 38  | 34 | –   | –     | –   | –   | –   |
| Logan Gerber | –   | –   | –   | –   | –   | –  | –   | –   | –   | –   | –   | –  | –  | –   | –  | –   | –  | –   | –  | –   | –  | –   | –  | 16  | 33 | dsq | 35    | –   | –   | –   |
| Michael Glasder | –   | –   | –   | –   | –   | –  | –   | –   | –   | –   | –   | –  | –  | –   | –  | –   | –  | –   | –  | –   | –  | –   | –  | 22  | 28 | –   | –     | –   | –   | –   |
| Blake Hughes | –   | –   | –   | –   | –   | –  | –   | –   | –   | –   | –   | –  | –  | –   | –  | –   | –  | –   | –  | –   | –  | –   | –  | dsq | 39 | –   | –     | –   | –   | –   |
| Anders Johnson | 58  | 62  | 56  | 60  | –   | –  | –   | –   | –   | –   | –   | –  | –  | –   | –  | –   | –  | –   | –  | –   | –  | –   | –  | 27  | 22 | 22  | 12    | –   | –   | –   |
| Clint Jones | –   | –   | –   | –   | –   | –  | –   | –   | –   | –   | –   | –  | –  | –   | –  | –   | –  | –   | –  | –   | –  | –   | –  | –   | –  | –   | –     | –   | –   | 20  |
| Kyle Kessler | –   | –   | –   | –   | –   | –  | –   | –   | –   | –   | –   | –  | –  | –   | –  | –   | –  | –   | –  | –   | –  | –   | –  | 23  | 40 | –   | –     | –   | –   | –   |
| Kyle Lockhart | –   | –   | –   | –   | –   | –  | –   | –   | –   | –   | –   | –  | –  | –   | –  | –   | –  | –   | –  | –   | –  | –   | –  | 39  | 37 | –   | –     | –   | –   | –   |
| Tim Nelson | –   | –   | –   | –   | –   | –  | –   | –   | –   | –   | –   | –  | 41 | 47  | 49 | –   | –  | –   | –  | –   | –  | –   | –  | 28  | 27 | –   | –     | –   | –   | –   |
| Hartman Rector | –   | –   | –   | –   | –   | –  | –   | –   | –   | –   | –   | –  | –  | –   | –  | –   | –  | –   | –  | –   | –  | –   | –  | 24  | 30 | –   | –     | –   | –   | 59  |
| Thomas Schwall | –   | 56  | 76  | 56  | –   | –  | –   | –   | –   | –   | –   | –  | 38 | 38  | 44 | –   | –  | –   | –  | –   | –  | –   | –  | 25  | 21 | 27  | 20    | –   | –   | –   |
| Brian Welch | 60  | dsq | 34  | 55  | –   | –  | –   | –   | –   | –   | –   | –  | 17 | dsq | 40 | –   | –  | –   | –  | –   | –  | –   | –  | –   | –  | 18  | 31    | –   | –   | 66  |
| Szwajcaria |     |     |     |     |     |    |     |     |     |     |     |    |    |     |    |     |    |     |    |     |    |     |    |     |    |     |       |     |     |     |
| Sébastien Cala | –   | –   | –   | –   | –   | –  | 71  | 73  | –   | –   | –   | –  | –  | –   | –  | –   | –  | –   | –  | –   | –  | -   | –  | –   | –  | –   | –     | –   | –   | –   |
| Rémi Français | –   | –   | 65  | 53  | –   | –  | dsq | 47  | 41  | –   | –   | –  | –  | –   | –  | –   | –  | –   | –  | –   | –  | –   | –  | –   | –  | –   | –     | –   | –   | –   |
| Ronny Heer | –   | –   | –   | –   | –   | –  | –   | 53  | –   | –   | –   | –  | –  | –   | –  | –   | –  | –   | –  | –   | –  | –   | –  | –   | –  | –   | –     | –   | –   | –   |
| Christoph Höss | –   | –   | 71  | 56  | –   | –  | 65  | 49  | 23  | 71  | 47  | 65 | –  | –   | –  | 61  | 50 | 40  | 35 | –   | –  | –   | –  | –   | –  | –   | –     | –   | –   | 52  |
| Tim Hug | –   | –   | –   | –   | –   | –  | 60  | –   | –   | –   | –   | –  | –  | –   | –  | –   | –  | –   | –  | –   | –  | –   | –  | –   | –  | –   | –     | –   | –   | –   |
| Guido Landert | –   | –   | –   | –   | –   | –  | –   | 24  | –   | –   | –   | –  | –  | –   | –  | –   | –  | –   | –  | –   | –  | –   | –  | –   | –  | –   | –     | –   | –   | –   |
| Stefan Nyffeler | –   | –   | 55  | 51  | –   | –  | 52  | 41  | 43  | 63  | 57  | 46 | –  | –   | –  | 54  | 42 | –   | –  | –   | –  | –   | –  | –   | –  | –   | –     | 41  | 57  | –   |
| Jan Schmid | –   | –   | –   | –   | –   | –  | –   | dsq | –   | –   | –   | –  | –  | –   | –  | –   | –  | –   | –  | –   | –  | –   | –  | –   | –  | –   | –     | –   | –   | –   |
| Marco Steinauer | –   | –   | –   | –   | –   | –  | –   | –   | –   | 18  | –   | –  | –  | –   | –  | 36  | 22 | –   | –  | –   | –  | –   | –  | –   | –  | –   | –     | –   | –   | 29  |
| Marc Vogel | –   | –   | –   | –   | –   | –  | 30  | 62  | –   | 23  | 30  | 41 | –  | –   | –  | 59  | 39 | 26  | 57 | –   | –  | –   | –  | –   | –  | –   | –     | –   | –   | 50  |
| Lucas Vonlanthen | –   | –   | –   | –   | –   | –  | –   | dsq | 3   | –   | –   | –  | –  | –   | –  | –   | –  | –   | –  | –   | –  | –   | –  | –   | –  | –   | –     | –   | –   | –   |
| Szwecja |     |     |     |     |     |    |     |     |     |     |     |    |    |     |    |     |    |     |    |     |    |     |    |     |    |     |       |     |     |     |
| Isak Grimholm | –   | –   | –   | –   | –   | –  | 31  | 39  | 14  | 42  | –   | –  | –  | –   | –  | –   | –  | –   | –  | –   | –  | –   | –  | 15  | 26 | dsq | 32    | –   | –   | –   |
| Jakob Grimholm | 53  | 52  | –   | –   | –   | –  | 49  | 56  | 19  | 68  | –   | –  | –  | –   | –  | –   | –  | –   | –  | –   | –  | –   | –  | 26  | 36 | 19  | 26    | –   | –   | –   |
| Carl Nordin | 81  | 77  | –   | –   | –   | –  | –   | –   | –   | –   | –   | –  | –  | –   | –  | –   | –  | –   | –  | –   | –  | –   | –  | –   | –  | –   | –     | –   | –   | –   |
| Jonas Nordin | 77  | 62  | –   | –   | –   | –  | 44  | 67  | 62  | 65  | –   | –  | –  | –   | –  | –   | –  | –   | –  | –   | –  | –   | –  | –   | –  | –   | –     | 51  | 53  | –   |
| Ukraina |     |     |     |     |     |    |     |     |     |     |     |    |    |     |    |     |    |     |    |     |    |     |    |     |    |     |       |     |     |     |
| Ihor Bojczuk | 83  | 72  | 63  | 77  | 61  | 64 | 80  | 72  | 66  | 78  | –   | –  | –  | –   | –  | –   | –  | –   | –  | –   | –  | –   | –  | –   | –  | –   | –     | –   | -   | –   |
| Wołodymyr Boszczuk | 69  | 79  | 67  | 69  | 59  | 60 | 63  | 75  | 68  | 69  | –   | –  | –  | –   | –  | 62  | 56 | –   | –  | 36  | 42 | 26  | 70 | –   | –  | –   | –     | –   | –   | 55  |
| Ołeksandr Łazarowycz | 78  | 71  | 81  | dsq | 60  | 57 | 70  | 68  | 73  | 80  | –   | –  | –  | –   | –  | dsq | 63 | –   | –  | 41  | –  | 71  | 49 | –   | –  | –   | –     | –   | –   | 63  |
| Witalij Prokopjuk | 93  | 80  | 93  | –   | –   | –  | –   | –   | –   | –   | –   | –  | –  | –   | –  | 72  | 66 | –   | –  | –   | –  | –   | –  | –   | –  | –   | –     | –   | –   | –   |
| Węgry |     |     |     |     |     |    |     |     |     |     |     |    |    |     |    |     |    |     |    |     |    |     |    |     |    |     |       |     |     |     |
| Dénes Pungor | –   | –   | –   | –   | –   | –  | –   | –   | –   | –   | 75  | 77 | –  | –   | –  | –   | –  | –   | –  | –   | –  | –   | –  | –   | –  | –   | –     | –   | –   | –   |
| Włochy |     |     |     |     |     |    |     |     |     |     |     |    |    |     |    |     |    |     |    |     |    |     |    |     |    |     |       |     |     |     |
| Giancarlo Adami | –   | –   | –   | –   | –   | –  | –   | –   | –   | –   | –   | –  | –  | –   | –  | –   | –  | 42  | 39 | –   | –  | –   | –  | –   | –  | –   | –     | –   | –   | –   |
| Marco Beltrame | –   | –   | –   | –   | –   | –  | –   | –   | –   | –   | –   | –  | –  | –   | –  | –   | –  | 51  | 60 | –   | –  | –   | –  | –   | –  | –   | –     | –   | –   | 27  |
| Alessio Bolognani | 50  | 27  | 53  | 37  | 36  | 39 | 29  | 30  | 68  | 5   | 19  | 30 | –  | –   | –  | 21  | 41 | –   | –  | –   | –  | –   | –  | –   | –  | –   | –     | –   | –   | –   |
| Stefano Chiapolino | 10  | 21  | 15  | 23  | 30  | 16 | 45  | 22  | 26  | 49  | 54  | 21 | –  | –   | –  | 42  | 38 | –   | –  | –   | –  | –   | –  | –   | –  | –   | –     | –   | –   | –   |
| Sebastian Colloredo | 48  | dsq | 47  | 42  | 48  | 43 | 23  | 23  | 39  | 23  | 24  | 23 | –  | –   | –  | 22  | 24 | –   | –  | –   | –  | –   | –  | –   | –  | –   | –     | –   | –   | –   |
| Simone Lepre | –   | –   | –   | –   | –   | –  | –   | –   | –   | –   | –   | –  | –  | –   | –  | –   | –  | dsq | 56 | –   | –  | –   | –  | –   | –  | –   | –     | –   | –   | 67  |
| Andrea Morassi | dsq | 47  | dsq | 41  | 46  | 26 | 45  | 32  | 48  | 59  | 45  | 63 | –  | –   | –  | 63  | 54 | –   | –  | –   | –  | –   | –  | –   | –  | –   | –     | –   | –   | –   |
| 1-3 4-30 poniżej 30 dns – Zawodnik zgłoszony do konkursu nie wystartował dsq – Zawodnik zdyskwalifikowany - – Zawodnik nie zgłoszony do konkursu |     |     |     |     |     |    |     |     |     |     |     |    |    |     |    |     |    |     |    |     |    |     |    |     |    |     |       |     |     |     |

## Klasyfikacja końcowa
Opracowano na podstawie
- 1. Anders Bardal (Norwegia)
- 2. Balthasar Schneider (Austria)
- 3. Stefan Thurnbichler (Austria)
- 4. Thomas Lobben (Norwegia)
- 5. Manuel Fettner (Austria)
- 6. Mathias Hafele (Austria)
- 7. Tsuyoshi Ichinohe (Japonia)
- 8. Jan Mazoch (Czechy)
- 9. Kalle Keituri (Finlandia)
- 10. Jon Aaraas (Norwegia)
- 11. Roland Müller (Austria)
- 12. Rok Urbanc (Słowenia)
- 13. Antonín Hájek (Czechy)
- 14. Takanobu Okabe (Japonia)
- 15. Bastian Kaltenböck (Austria)
- 16. Janne Happonen (Finlandia)
- 17. Joonas Ikonen (Finlandia)
- 18. Christian Bruder (Niemcy)
- 19. Robert Kranjec (Słowenia)
- 20. Kazuya Yoshioka (Japonia)
- 21. Yūsuke Kaneko (Japonia)
- 22. Primož Pikl (Słowenia)
- 23. Jussi Hautamäki (Finlandia)
- 24. Choi Yong-jik (Korea Płd.)
- 25. Kimmo Yliriesto (Finlandia)
- 26. Martin Koch (Austria)
- 27. Reinhard Schwarzenberger (Austria)
- 28. Herman Huczkowski (Finlandia)
- 29. Jure Bogataj (Słowenia)
- 30. Christoph Lenz (Austria)
- 31. Yukio Sakano (Japonia)
- 32. Lauri Hakola (Finlandia)
- 33. Mario Kürschner (Niemcy)
- 34. Christian Nagiller (Austria)
- 35. Risto Jussilainen (Finlandia)
- 36. Stefan Kaiser (Austria)
- 37. Stefan Pieper (Niemcy)
- 38. Kamil Stoch (Polska)
- 39. Nejc Frank (Słowenia)
- 40. Kim Hyun-ki (Korea Płd.)
- 41. Ferdinand Bader (Niemcy)
- 42. Morten Solem (Norwegia)
- 43. Lukáš Hlava (Czechy)
- 44. Andreas Wank (Niemcy)
- 45. Jurij Tepeš (Słowenia)
- 46. Emmanuel Chedal (Francja)
- 47. Paweł Urbański (Polska)
- 47. Jure Radelj (Słowenia)
- 47. Daniel Lackner (Austria)
- 50. David Lazzaroni (Francja)
- 51. Erik Simon (Niemcy)
- 52. Bine Zupan (Słowenia)
- 53. Olav Magne Dønnem (Norwegia)
- 53. Florian Liegl (Austria)
- 55. Julian Musiol (Niemcy)
- 56. Maximilian Mechler (Niemcy)
- 57. Stefano Chiapolino (Włochy)
- 57. Dmitrij Ipatow (Rosja)
- 57. Dmitrij Wasiljew (Rosja)
- 60. Damjan Fras (Słowenia)
- 60. Rafał Śliż (Polska)
- 62. Veli-Matti Lindström (Finlandia)
- 63. Hiroki Yamada (Japonia)
- 64. Choi Heung-chul (Korea Płd.)
- 65. Fumihisa Yumoto (Japonia)
- 65. Krystian Długopolski (Polska)
- 67. Alessio Bolognani (Włochy)
- 68. Masahiko Harada (Japonia)
- 69. Ilja Roslakow (Rosja)
- 70. Nicolas Dessum (Francja)
- 71. Eirik Ulimoen (Norwegia)
- 72. Lucas Vonlanthen (Szwajcaria)
- 73. Tomisław Tajner (Polska)
- 73. Erik Lyche Solheim (Norwegia)
- 73. Sebastian Colloredo (Włochy)
- 76. Michael Nagiller (Austria)
- 76. Hans Petrat (Niemcy)
- 78. Matevž Šparovec (Słowenia)
- 78. Martin Cikl (Czechy)
- 80. Damien Maitre (Francja)
- 81. Piotr Czaadajew (Białoruś)
- 82. Gorazd Robnik (Słowenia)
- 83. Primož Zupan (Słowenia)
- 84. Anže Damjan (Słowenia)
- 85. Ildar Fatkullin (Rosja)
- 85. Juha-Matti Ruuskanen (Finlandia)
- 87. Anders Johnson (USA)
- 88. Gregory Baxter (Kanada)
- 89. Bine Norčič (Słowenia)
- 89. Vincent Descombes Sevoie (Francja)
- 89. Dienis Korniłow (Rosja)
- 92. Kai Bracht (Niemcy)
- 92. Piotr Żyła (Polska)
- 94. Wojciech Skupień (Polska)
- 94. Isak Grimholm (Szwecja)
- 96. Marcin Bachleda (Polska)
- 97. Kang Chil-ku (Korea Płd.)
- 98. Jakob Grimholm (Szwecja)
- 99. František Vaculík (Czechy)
- 100. Thomas Schwall (USA)
- 101. Stefan Rammerstorfer (Austria)
- 102. Daniel Klausmann (Niemcy)
- 103. Mitja Mežnar (Słowenia)
- 103. Brian Welch (USA)
- 105. Anssi Koivuranta (Finlandia)
- 106. Pawieł Karielin (Rosja)
- 106. Tomáš Kyncl (Czechy)
- 108. Jure Šinkovec (Słowenia)
- 108. Jan Vacula (Czechy)
- 108. Primož Roglič (Słowenia)
- 108. Marco Steinauer (Szwajcaria)
- 112. Yūta Watase (Japonia)
- 112. Kim René Elverum Sorsell (Norwegia)
- 112. Stefan Hula (Polska)
- 115. Marc Krauspenhaar (Niemcy)
- 115. Tian Zhandong (Chiny)
- 115. Gerald Wambacher (Austria)
- 118. Severin Freund (Niemcy)
- 118. Sōta Okamura (Japonia)
- 120. Nico Faller (Niemcy)
- 121. Stefan Read (Kanada)
- 122. Nicolas Fettner (Austria)
- 123. Mateusz Rutkowski (Polska)
- 123. Marc Vogel (Szwajcaria)
- 123. Logan Gerber (USA)
- 123. Wojciech Topór (Polska)
- 127. Borek Sedlák (Czechy)
- 128. Yūsuke Endō (Japonia)
- 129. Michael Glasder (USA)
- 129. Hans Christen Pettersen (Norwegia)
- 131. Clint Jones (USA)
- 131. Robert Fatkulin (Rosja)
- 133. Asan Tachtachunow (Kazachstan)
- 133. Arthur Pauli (Austria)
- 133. Jaka Oblak (Słowenia)
- 133. Ryōhei Nishimori (Japonia)
- 137. Wojciech Tajner (Polska)
- 138. Branko Iskra (Słowenia)
- 138. Hartman Rector (USA)
- 138. Harri Olli (Finlandia)
- 138. Jim Denney (USA)
- 138. Kyle Kessler (USA)
- 138. Christoph Höss (Szwajcaria)
- 144. Rémi Santiago (Francja)
- 144. Guido Landert (Szwajcaria)
- 144. Tim Nelson (USA)
- 147. Roman Koudelka (Czechy)
- 147. Florian Knaus (Austria)
- 147. Andreas Vilberg (Norwegia)
- 147. Kazuyoshi Sakurai (Japonia)
- 147. Maksim Anisimau (Białoruś)
- 152. Andrea Morassi (Włochy)
- 152. Michal Doležal (Czechy)
- 152. Michal Pšenko (Słowacja)
- 152. Yasuhiro Shibata (Japonia)
- 152. Wołodymyr Boszczuk (Ukraina)
- 152. Jarkko Heikkonen (Finlandia)
- 158. Tom Hilde (Norwegia)
- 158. Børge Gellein Blikeng (Norwegia)
- 158. Marco Beltrame (Włochy)
- 161. Christoph Strickner (Austria)
- 161. Dominik Bafia (Kanada)
- 161. Trond-Arild Evensen (Norwegia)
- 164. Michael Nell (Kanada)
- 164. Taku Takeuchi (Japonia)
- 164. Georgi Żarkow (Bułgaria)
- 167. Petyr Fyrtunow (Bułgaria)
- 167. Iwan Karaułow (Kazachstan)

## Kwoty startowe
Na podstawie Kontynentalnej Listy Rankingowej (CRL) wyznaczono kwoty startowe dla poszczególnych krajów na dane periody Pucharu Kontynentalnego 2004/2005. Kwota oznacza maksymalną liczbę reprezentantów, którą dany kraj ma prawo wystawić w zawodach.
Poniżej wykaz kwot startowych, przysługujących danym krajom w poszczególnych periodach. Państwa, których nie podano w poniższej tabeli mogły wystawić do każdego konkursu co najwyżej dwóch skoczków.
| Letni Puchar Kontynentalny |               |       |               |       |               |       |               |       |               |
| Kwota                      | Reprezentacja | Kwota | Reprezentacja | Kwota | Reprezentacja | Kwota | Reprezentacja | Kwota | Reprezentacja |
| 8                          | Austria       | 8     | Austria       | 8     | Austria       | 8     | Austria       | 8     | Austria       |
| 8                          | Słowenia      | 8     | Słowenia      | 8     | Słowenia      | 8     | Słowenia      | 8     | Słowenia      |
| 7                          | Japonia       | 8     | Japonia       | 8     | Norwegia      | 8     | Norwegia      | 8     | Finlandia     |
| 7                          | Finlandia     | 7     | Finlandia     | 7     | Japonia       | 7     | Finlandia     | 7     | Norwegia      |
| 6                          | Norwegia      | 7     | Norwegia      | 6     | Finlandia     | 5     | Japonia       | 5     | Japonia       |
| 6                          | Polska        |       |               | 5     | Niemcy        | 5     | Polska        |       |               |

### Informacje o periodach
- I period: Letni Puchar Kontynentalny w skokach narciarskich 2004
- II period: 4 grudnia – 19 grudnia (6 konkursów)
- III period: 26 grudnia – 9 stycznia (6 konkursów)
- IV period: 14 stycznia – 23 stycznia (5 konkursów)
- V period: 29 stycznia – 27 lutego (10 konkursów)
- VI period: 5 marca – 12 marca (3 konkursy)